# آنا نچایفسکایا
آنا نچایفسکایا (روسی: Анна Александровна Нечаевская؛ زادهٔ ۲۱ اوت ۱۹۹۱) اسکی‌باز صحرانوردی اهل روسیه است.